# Ева Шельбурґ-Зарембіна
Ева Шелбург-Зарембіна (пол. Ewa Szelburg-Zarembina; 10 квітня 1899, Броновіце — 28 вересня 1986, Варшава) — польська письменниця, поетеса та сценаристка, громадська діячка.

## Біографія
Найвідоміша як авторка численних творів для дітей, між 1922 і 1979 роками опублікувала десятки романів для дітей та дорослих, а також сотні оповідань, віршів та інших творів. У період з 1968 по 1976 рік очолювала Капітул Ордена Усмішки. У той час (разом із Севериною Шмаглевською) ініціювала програму збору коштів, яка врешті призвела до будівництва Інституту здоров'я меморіалу дітей, найбільшого та найсучаснішого центру педіатричної допомоги в Польщі.
У 1921 році одружилася з вихователем та письменником Єжи Островським (1897—1942), розлучилася у 1926 році, а згодом пошлюбила вчителя Юзефа Зарембу.
Похована в Наленчуві.